# Kadoma (Osaka)
Kadoma (jap. 門真市, -shi) ist eine Stadt in der Präfektur Osaka in Japan.

## Geographie
Kadoma liegt östlich von Osaka.

## Geschichte
Die Stadt wurde am 1. August 1963 gegründet.

## Wirtschaft
Der Elektronikkonzern Matsushita – bekannt durch die Markennamen Panasonic und Technics – hat seinen Hauptsitz in Kadoma.
Ebenfalls in Kadoma befindet sich die Zentrale des Kaiyodo-Konzerns, der durch seine Spielzeugmarke Revoltech bekannt wurde. Unter diesem Namen stellt er extrem bewegliche und gut positionierbare Spielzeugfiguren her. Seit ein paar Jahren auch eine Amazon-Figur namens Danbō, welche auch in Europa reißenden Absatz findet und besonders gern für die Makrofotografie und Stop-Motion-Filme eingesetzt wird.

## Verkehr
Kadoma liegt an der Hauptstrecke der Keihan Electric Railway. Bahnhöfe sind Nishisanso, Kadoma-shi, Furukawabashi, Owada und Kayashima. Die Stadt hat durch die Osaka Monorail (Bahnhof Kadoma-shi) eine Verbindung zu den nördlichen Vororten der Stadt Osaka. Mit der Station Kadomaminami der Nagahori-Tsurumi-ryokuchi-Linie hat Kadoma auch Anschluss an die U-Bahn Osaka.
Die Kinki-Autobahn und die Nationalstraße 163 verlaufen durch Kadoma.

## Städtepartnerschaften

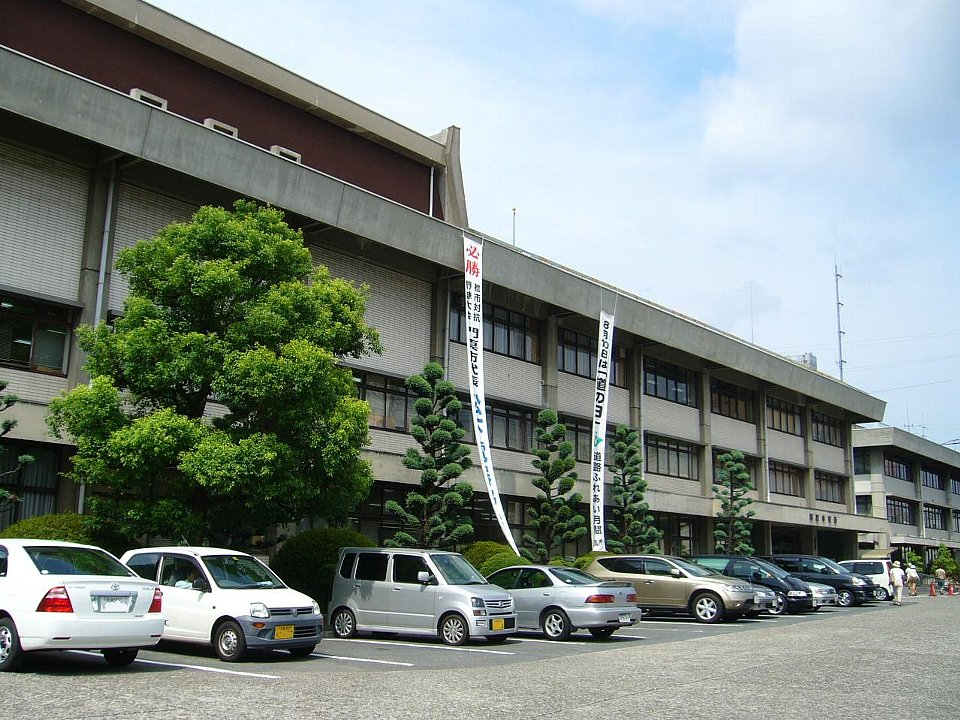
Rathaus von Kadoma

Kadoma unterhält mit folgenden Städten Partnerschaften:
- Eindhoven, Niederlande (seit 1967)
- Kami, Japan (seit 1975)
- São José dos Campos, Brasilien (seit 1973)

## Söhne und Töchter der Stadt
- Shidehara Kijūrō (1872–1951), 31. Premierminister von Japan
- Machi Tawara (* 1962), Lyrikerin und Übersetzerin
- Yuta Nakamoto (* 1995), K-Pop-Idol (Mitglied der Gruppe NCT, im Besonderen der Untergruppe NCT 127) und Schauspieler
- Hayato Araki (* 1996), Fußballspieler

## Angrenzende Städte und Gemeinden
- Osaka
- Moriguchi
- Neyagawa
- Daitō